# Christian Pineau
Christian Pineau (14. října 1904 – 5. dubna 1995) byl francouzský politik.
Během druhé světové války byl příslušníkem odbojového hnutí Résistance a po zatčení gestapem skončil v koncentračním táboře Buchenwald, kde se dožil jeho osvobození. Po válce zastával řadu ministerských postů. Jednalo se například o pozice ministra zásobování, veřejných prací či financí. V únoru 1956 se stal francouzským ministrem zahraničních věcí a v této funkci setrval až do května 1958. Během svého působení za Francii podepsal s Izraelem a Spojeným královstvím tzv. Sèvreský protokol, což byla tajná vojensko-politická dohoda, která byla reakcí na egyptské znárodnění Suezského průplavu, a která vedla k Sinajské válce.

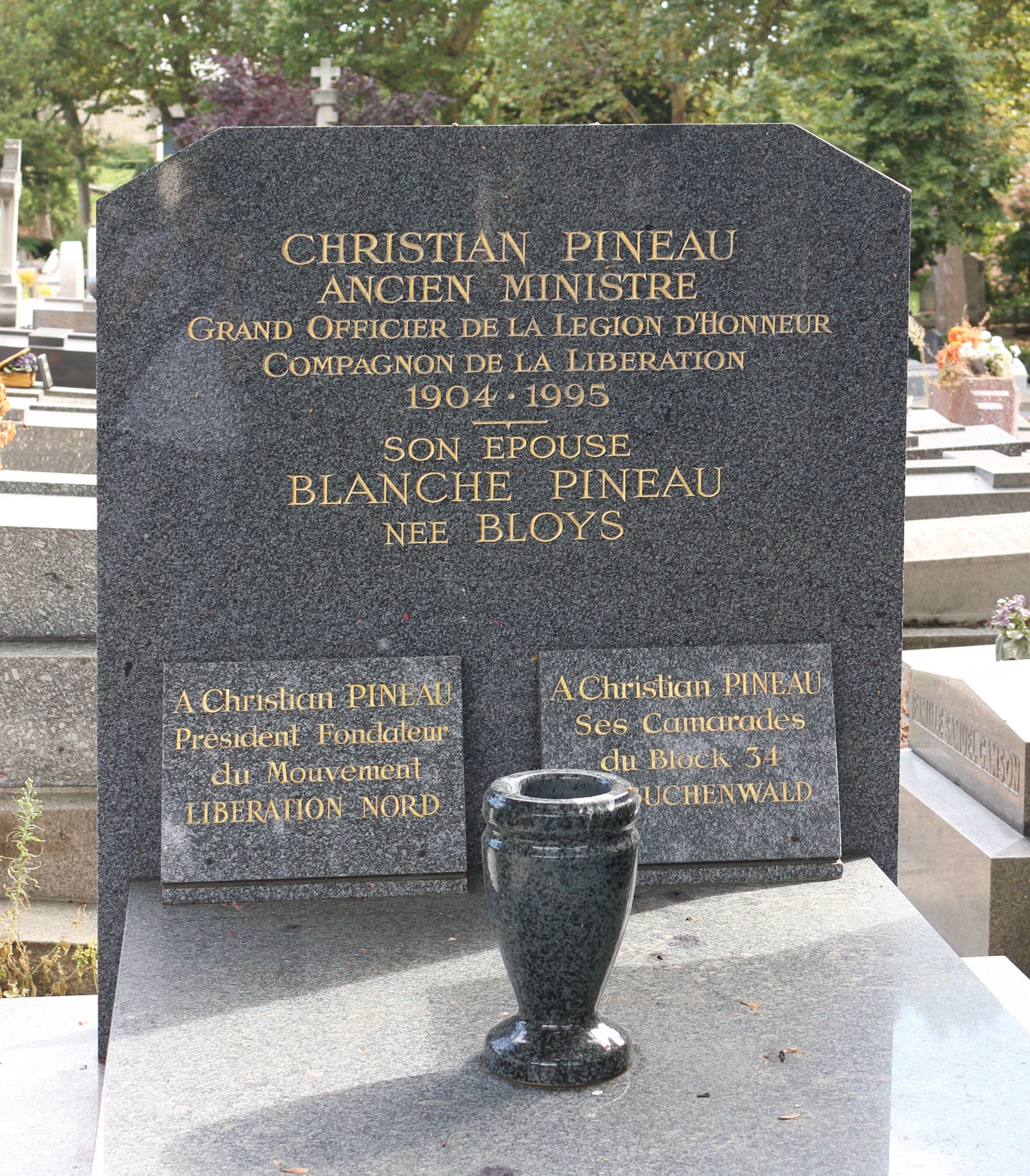
Jeho hrob na hřbitově Père-Lachaise (oddělení 97).

Byl pochován na pařížském hřbitově Père Lachaise.